# 金鑽觀光夜市
22°36′01″N 120°19′19″E / 22.6001926°N 120.3218857°E

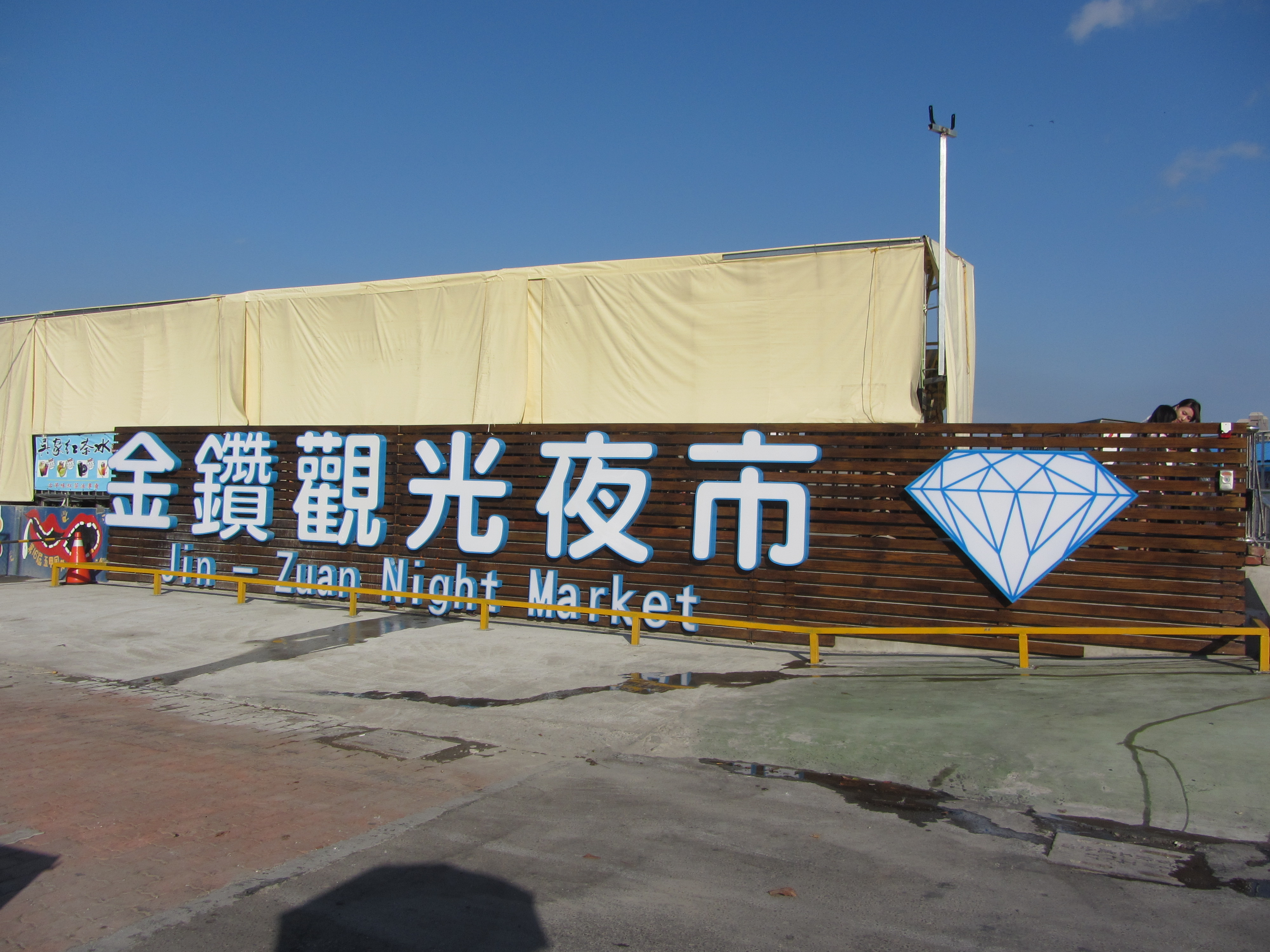
金鑽觀光夜市入口

大高雄金鑽觀光夜市（官方英語名稱：Jin-Zuan Night Market），簡稱金鑽觀光夜市或金鑽夜市，為臺灣高雄市前鎮區一座已歇業夜市，原址為2010年結束營業的布魯樂谷水上樂園，內部再分為「大高雄夜市」和「金鑽夜市」兩區，並與凱旋國際觀光夜市相鄰，營業日為每週二、週四、週五、週六及週日。

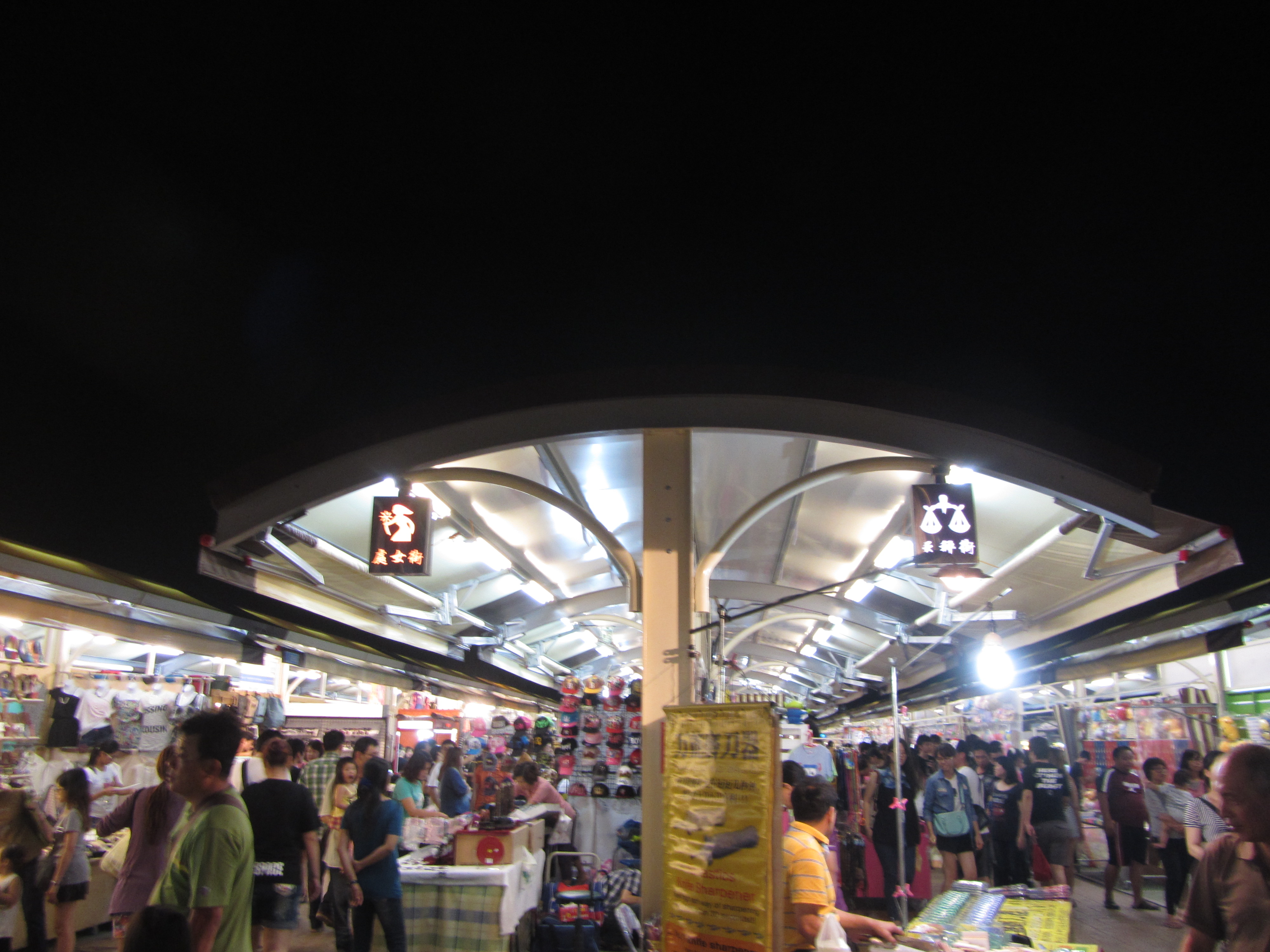
大高雄夜市-處女街、天秤街

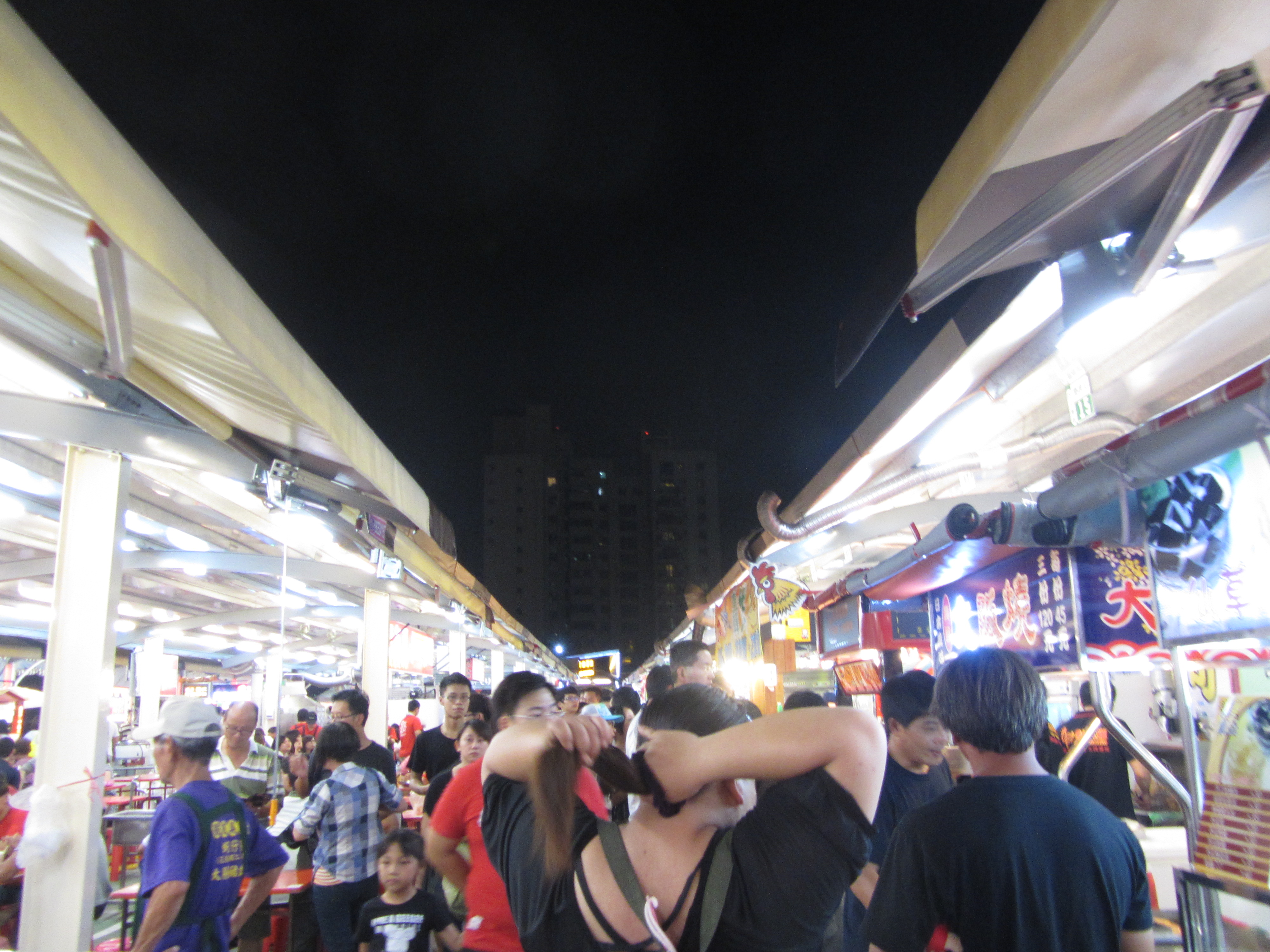
金鑽夜市

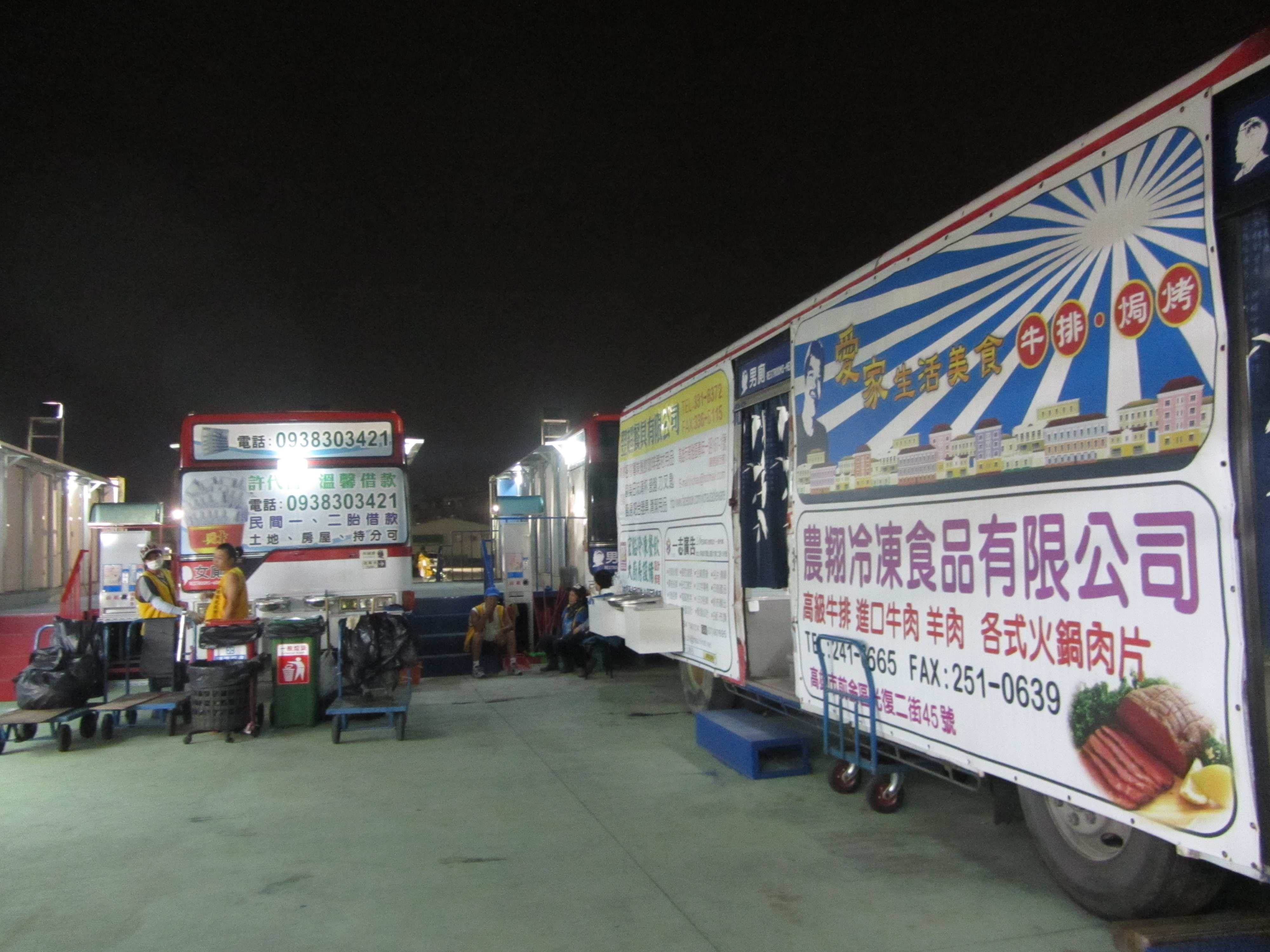
金鑽夜市內以報廢高雄市公車改建的廁所

金鑽夜市占地約6000坪，以逛夜市不怕雨淋為宣傳，並改造報廢公車成流動廁所，更打造號稱五星級的廁所，夜市裡頭也有許多創新小吃攤位，與凱旋國際觀光夜市的傳統美食路線有所不同。

## 歷史
- 2013年7月26日開幕。
- 2015年12月25日，曾號稱全台最大的金鑽夜市改名「禾豐卡友夜市」重新出發，於耶誕節正式營業，包括中國大陸銀聯卡等信用卡不限金額都可刷。
- 2018年結束營業，併入凱旋國際觀光夜市[3]。

## 特色
- 領先全國首創「夜市免費接駁巴士」，由捷運凱旋站二號出口搭乘。

（營業日晚上17：30點～22：30間，每5分鐘發一班車）
- 金鑽夜市走道依排數命名分別有大吃、小吃。
- 大高雄夜市走道依西洋占星學命名，形成星座十二街。

## 交通
- 高雄捷運：C2凱旋瑞田站、R6凱旋站
- 高雄市公車：金銀島站

## 週邊
- 凱旋國際觀光夜市
- 金銀島購物中心
- 凱旋瑞田站
- 瑞祥高中

## 外部連結
- 大高雄金鑽觀光夜市Facebook[永久]